# Laccodytes
Laccodytes es un género de coleópteros adéfagos  perteneciente a la familia Dytiscidae.

## Especies
- Laccodytes americanus	Peschet 1919
- Laccodytes androginus	Toledo, Spangler & Balke 2010
- Laccodytes apalodes	Guignot 1955
- Laccodytes bassignanii	Toledo, Spangler & Balke 2010
- Laccodytes cobrinae	Toledo, Megna & Alarie 2011
- Laccodytes neblinae	Toledo, Spangler & Balke 2010
- Laccodytes obscuratus	Toledo, Spangler & Balke 2010
- Laccodytes olibroides
- Laccodytes rondonia	Toledo, Spangler & Balke 2010
- Laccodytes takutuanus	Toledo, Spangler & Balke 2010